# كارلوس فالفيردي
كارلوس فالفيردي (بالإسبانية: Carlos Valverde Madrid)‏ (5 مارس 1988 في إسبانيا - ) هو لاعب كرة قدم إسباني في مركز الدفاع. لعب مع نادي بطليوس ونادي سالامانكا ونادي غيخيليو وSalamanca CF UDS ‏ وCD Boiro ‏ وCD Quintanar del Rey ‏ وCD Puertollano ‏.

## روابط خارجية
- كارلوس فالفيردي على موقع قاعدة بيانات كرة القدم.إي يو (الإنجليزية)
- كارلوس فالفيردي على موقع Soccerway.com (الإنجليزية)